# Ferula violacea
Ferula violacea är en flockblommig växtart som beskrevs av Jevgenij Korovin. Ferula violacea ingår i släktet stinkflokesläktet, och familjen flockblommiga växter. Inga underarter finns listade i Catalogue of Life.